# レーワーリー

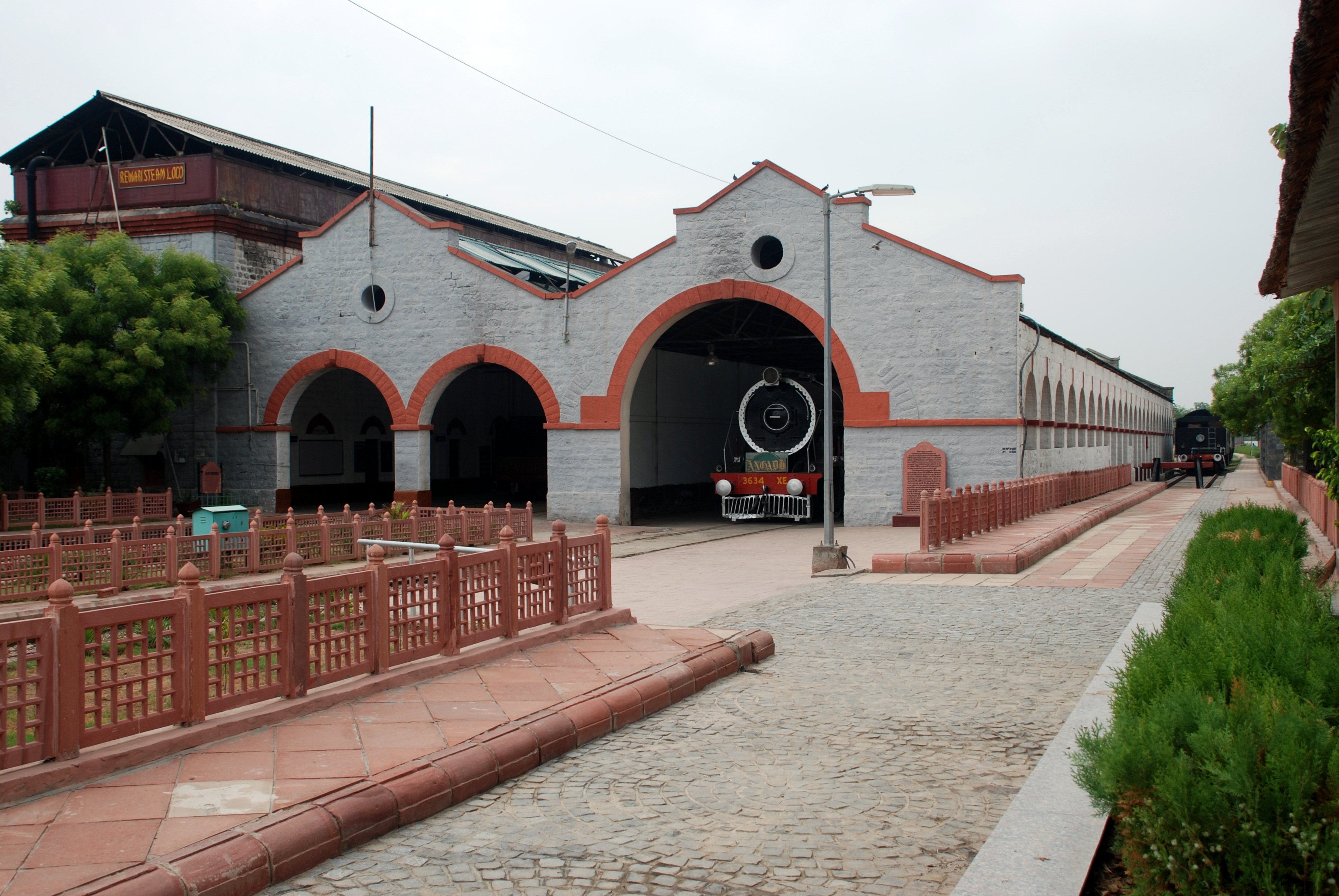
レーワーリー鉄道遺産博物館

レーワーリー（ヒンディー語：रेवाड़ी rēvāṛī、Rewari）は、インドのハリヤーナー州、レーワーリー県の都市。

## 歴史
1501年、この地でのちにスール朝の武将、ヒンドゥー教徒の指導者となるヘームーが誕生した。

## 地理
デリーから82キロメートル、グルガーオンから51キロメートルの地点に存在する。